# بهران (القريشية)

تعديل مصدري - تعديل

بهران هي إحدى قرى عزلة قيفه ال محن لظهرة بمديرية القريشية التابعة لمحافظة البيضاء، بلغ تعداد سكانها 279 نسمة حسب تعداد اليمن لعام 2004.